# Underclass Hero
Underclass Hero (рус. Герой из низшего класса) — четвёртый студийный альбом канадской поп-панк группы Sum 41. Альбом был изначально выпущен 18 июля 2007 года на лейбле Island Records в Японии. Дистрибьютером была компания Universal Records, в Канаде Aquarius Records. В Австралии альбом был выпущен при содействии Mercury Records. Это первый альбом, в записи которого не участвовал соло-гитарист Дэйв Бэкш — он покинул группу в 2006 году и занимался своим музыкальным проектом Brown Brigade. Так, альбом записывали три оставшихся в составе группы участника: Дерик Уибли (вокал, гитара, клавишные), Джейсон Маккаслин (бэк-вокал, бас-гитара) и Стив Джоз (перкуссия, барабаны).
Альбом содержит больше альтернативных рок песен, чем их предыдущие альбомы. Тексты песен альбома были описаны как более зрелые и личные, чем в предыдущих записях группы. Альбом имеет больше поп-панк звучания по сравнению с альтернативным металлическим стилем их предыдущего альбома Chuck. Также альбом Underclass Hero был описан как концептуальный, в котором лирика отражает взгляды вокалиста Дерика Уибли на жизнь, охватывающие такие темы, как политика, атеизм и семейная жизнь.
Согласно словам Дерика, название альбома было выбрано такое, чтобы оно было похоже на «Working Class Hero» Джона Леннона, рассказывал солист группы для Sun Media, потому что Леннон его любимый автор песен.

## Особенность альбома
Underclass Hero идёт более чем на 10 минут дольше всех предыдущих альбомов группы. Это результат того что в альбоме 14 песен (если считать бонусные, то 18 песен). Некоторые песни идут по четыре и четыре с половиной минуты, вместо трех минут, как это было в предыдущих альбомах.

## Синглы
Позже вышли три сингла «Underclass Hero», «Walking Disaster» и «With Me». Ещё до выхода альбома была выпущена песня «March of the Dogs» которая достигла 86 позиции в чарте Billboard Hot 100. «Speak of the Devil» и «Count Your Last Blessings» были выложены в интернет 13 июля 2007. 14 июля 2007 года в интернет были выпущены все песни с ещё не вышедшего альбома, но они были не полные.

## Список композиций
Все песни были написаны Дериком Уибли кроме тех что отмечены.
| №   | Название                                    | Длительность |
| --- | ------------------------------------------- | ------------ |
| 1.  | «Underclass Hero»                           | 3:14         |
| 2.  | «Walking Disaster»                          | 4:46         |
| 3.  | «Speak of the Devil»                        | 3:58         |
| 4.  | «Dear Father»                               | 3:52         |
| 5.  | «Count Your Last Blessings»                 | 3:03         |
| 6.  | «Ma Poubelle»                               | 0:55         |
| 7.  | «March of the Dogs»                         | 3:09         |
| 8.  | «The Jester»                                | 2:48         |
| 9.  | «With Me»                                   | 4:51         |
| 10. | «Pull the Curtain»                          | 4:18         |
| 11. | «King of Contradiction»                     | 1:40         |
| 12. | «Best of Me»                                | 4:25         |
| 13. | «Confusion and Frustration in Modern Times» | 3:46         |
| 14. | «So Long Goodbye»                           | 3:01         |
| 15. | «Look at Me»                                | 4:03         |

| №   | Название       | Длительность |
| --- | -------------- | ------------ |
| 16. | «No Apologies» | 2:58         |

| №   | Название                  | Длительность |
| --- | ------------------------- | ------------ |
| 16. | «No Apologies»            | 2:58         |
| 17. | «This Is Goodbye»         | 2:26         |
| 18. | «Take a Look at Yourself» | 3:24         |

## Позиции альбома в чартах
| Страна        | Максимальная строчка | Продажи    |
| ------------- | -------------------- | ---------- |
| Billboard 200 | 7                    | 500.000+   |
| Канада        | 1                    | 100,000+   |
| Бразилия      | 9                    | 10,000+    |
| Австрия       | 8                    | 15,000+    |
| Швейцария     | 9                    | 30,000+    |
| Германия      | 10                   | 30,000+    |
| Италия        | 34                   | 20,000+    |
| Япония        | 1                    | 600,000+   |
| Австралия     | 22                   | 10,000+    |
| Британия      | 46                   | 10,000+    |
| UWC           | 7                    | 2.000.000+ |

## Даты выхода
- 18 июля 2007 — Япония
- 23 июля 2007 — Канада, Великобритания
- 24 июля 2007 — США
- 27 июля 2007 — Германия
- 28 июля 2007 — Австралия

## Специальное издание
24 июля 2007 года в США было выпущено специальное издание альбома с DVD. Диск содержит следующие материалы:
- «Underclass Hero» клип.
- «Pieces» клип
- «We’re All To Blame» (Live)
- «Nothing On My Back» (Live)
- Road to Ruin Episode 1
- Road to Ruin Episode 2
- Road to Ruin Episode 3
- Road to Ruin Episode 10

## Участники записи
- Дерик Уибли — гитара, вокал, фортепиано, продюсер
- Джейсон МакКэслин — бас-гитара, бэк-вокал
- Стив Джоз — барабаны